# История почты и почтовых марок Трансвааля
Это обзор почтовых марок и истории почты Трансвааля, ранее известного как Южно-Африканская Республика (Zuid-Afrikaansche Republiek, ZAR).

## 1869—1877
Первые почтовые марки Южно-Африканской Республики были выпущены 1 мая 1870 года с изображением герба республики.

## 1877—1880
Южноафриканская республика была аннексирована Великобританией в 1877 году. В 1878 году была выпущена серия стандартных марок с изображением королевы Виктории.

## 1882—1897
Первая англо-бурская война разразилась в 1880 году. Конфликт закончился решающей победой буров в битве у Маджуба-Хилл, и республика восстановила свою независимость.
В республике были снова выпущены почтовые марки с изображением герба в рисунках марок.

## 1900—1909
Вторая англо-бурская война началась в 1899 году, она положила конец существованию Южно-Африканской республики.
На почтовых марках Южно-Африканской Республики была сделана надпечатка «V.R.I.» (сокращение от «лат. Victoria Regina Imperatrix», «Виктория, королева и императрица») или «E.R.I.» («лат. Edward Rex Imperator», «Эдуард король и император») в период с 1900 по 1902 год.
В 1902 году были выпущены почтовые марки колонии Трансвааль.
В 1910 году Трансвааль был включен в состав Южно-Африканского Союза.